# Desarrollo de las alas en los murciélagos
Las alas de los murciélagos  son una adaptación nueva en los mamíferos que les permitió explotar los ecosistemas aéreos. Estas alas son una modificación de las extremidades anteriores del ancestro común de los tetrápodos, de tal manera que son homólogas a cualquier extremidad anterior de otro tetrápodo; ellas consisten básicamente de una membrana de piel estirada (patagio) entre dígitos elongados.
La mayoría de estudios realizados se han hecho comparando el desarrollo de las extremidades de los ratones con los murciélagos ya que los genes, moléculas y rutas de señalización que actúan en este proceso son bastante conservados en todos los tetrápodos, y al ser mamíferos los ratones son un buen punto de comparación.

## Dígitos elongados
Desde el fósil más primitivo de murciélago conocido, los dígitos 2, 3, 4 y 5 de las extremidades anteriores son más largos que los del ratón (en relación con el tamaño corporal), y esto se ha mantenido constante en todas las especies actuales.
En los murciélagos se da una sobreexpresión Bmp2 (Bone morphogenetic protein 2), el cual se ve involucrado en la extensión de estos dígitos, promoviendo la proliferación y posterior expansión de la zona hipertrófica de condrocitos diferenciados en los metacarpos y falanges del segundo, tercer, cuarto y quinto dígito. Por el contrario, si se agrega Noggin (Inhibidor de Bmp) a las extremidades desarrollándose, se resulta en metacarpos pequeños y una zona hipertrófica reducida.
También es importante Shh (Sonic hedgehog), el cual usualmente se expresa en el eje posterior de la zona de actividad polarizante (ZPA, por sus siglas en inglés), pero en los murciélagos su expresión se retarda en todas las extremidades y se amplía hacia el centro de la yema sólo en las extremidades anteriores, lo cual también puede contribuir a la formación de dígitos elongados. Pero además de esta primera ola de Shh, Fgf8 (Fibroblast growth factor 8) posteriormente induce una segunda expresión, la cual a su vez induce la expresión de Ptc1 tanto en extremidades anteriores como en posteriores: En las anteriores es mayor hacia el eje posterior (dígitos 2, 3, 4 y 5), mientras que las posteriores es débil y homogénea, contribuyendo a la longitud similar de todos los dígitos de las extremidades posteriores del murciélago.

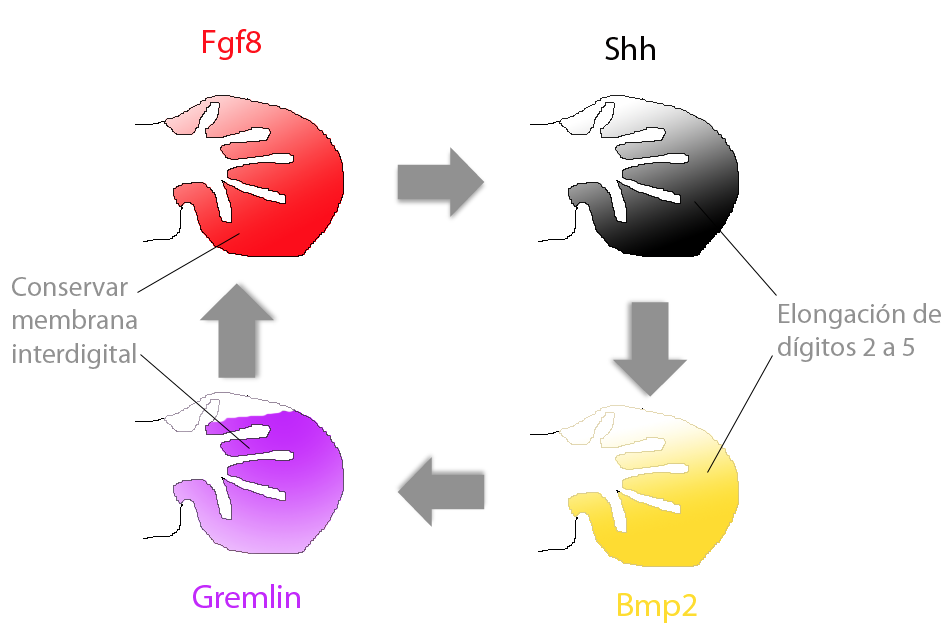
Sistema de retroalimentación Fgf-Shh. Fgf8 induce una segunda expresión de Shh, el cual induce a Bmp2, el cual activa a Gremlin en un dominio complementario, activando este a su vez la expresión de Fgf8. En este sistema Fgf8 y Gremlin se encuentran involucrados en inhibir la señal de Bmp de inducir la apoptosis, mientras que Shh y Bmp2 se encargan de inducir la elongación de los dígitos segundo, tercero, cuarto y quinto.

## Membrana interdigital
En el desarrollo de las extremidades de los tetrápodos, siempre quedan membranas interdigitales después de la formación de los dígitos, las cuales son usualmente degradas apoptóticamente por mecanismos de señalización relacionados con Bmp. En pollos y patos se conoce que Bmp induce las señales apoptóticas que van a degradar la membrana interdigital, pero en los patos la expresión de Msx2 (un gen objetivo cascada abajo de Bmp) se limita a la zona más distal de las patas, dejando así gran parte de la membrana, como se puede observar en las patas de los patos.
En murciélagos la expresión de Msx no se encuentra relacionada con las zonas de apoptosis, pues se expresa en toda la zona interdigital de las extremidades tanto anteriores como posteriores; pero Gremlin (fuerte inhibidor de Bmp) también se expresa constantemente en las zonas interdigitales de las extremidades anteriores, más no de las posteriores, lo cual inhibe la ruta de señalización apoptótica de Bmp. También Fgf8 se expresa en la cresta ectodérmica apical (AER, por sus siglas en inglés) de todas las extremidades, pero su expresión sólo se mantiene en la zona interdigital de las extremidades anteriores en el momento de la regresión de estas mismas, inhibiendo así la apoptosis intermembranal, y es posible que Fgf8 sea quien induzca la expresión de Msx2. La función de Fgf8 ha sido comprobada añadiendo inhibidores de receptores de Fgf y Bmp.
Esta expresión de Fgf8  es la que induce una segunda expresión de Shh (después de la primera que es en la ZPA, de tal manera que se propone un sistema de retroalimentación cíclica entre Fgf8 y Shh, que activa a Bmp2 y Gremlin.
Es entonces una combinación de la expresión de Gremlin y Fgf8 la que inhibe la regresión de la membrana interdigital y permite formar el patagio de los murciélagos, haciendo parte a su vez de un loop que permite también la elongación de los dígitos de los murciélagos.